# Александру Теріачіу
Александру Теріачіу (рум. Alexandru Teriachiu; 1829 Текуч, Молдовське князівство — 2 березня 1893, Бухарест) — румунський політик, міністр закордонних справ.

## Біографія
Народився в 1829 в Текучі. Навчався у Парижі та працював у студентській організації в одному з університетів Румунії (1846—1848).
Повернувся до Молдови після об'єднання Румунського та Молдовського князівств та став членом Союзу Текучі, заступником секретаря спеціальних зборів «Divanurile ad-hoc» в 1856.\\
Помер 2 березня 1893 в Бухаресті.

## Посади
- Міністр культури та національної спадщини Румунії (27 квітня 1859 по 3 квітня 1860);
- Міністр закордонних справ Румунії (17 серпня 1867 по 12 листопада 1867);
- Міністр внутрішніх справ Румунії (20 липня 1880 по 5 квітня 1881).